# Đới Đôn Bang
Đới Đôn Bang（戴敦邦, sinh ngày 7 tháng 2 năm 1938) tự Chính (政) là một họa sĩ người Trung Quốc. Đới Đôn Bang được biết tới nhiều nhất qua các tác phẩm tranh minh họa cho các tiểu thuyết kinh điển Trung Quốc như các bộ sách trong Tứ đại danh tác.

## Tiểu sử
Sinh năm 1938 tại Thượng Hải, Đới Đôn Bang có nguyên quán ở quận Đan Đồ, Trấn Giang, Giang Tô. Là một họa sĩ theo phong cách hội họa truyền thống Trung Quốc (Trung Quốc họa, 中国画), Đới Đôn Bang đã tham gia minh họa nhiều tác phẩm kinh điển của văn học Trung Quốc, cũng như minh họa các nhân vật trong truyền thống và văn hóa Trung Quốc, trong đó có thể kể tới các bộ sưu tập như:
- Đới Đôn Bang duyên họa Hồng lâu lục (戴敦邦缘画红楼录) và Đới Đôn Bang tân hội toàn bản Hồng lâu mộng (戴敦邦新绘全本红楼梦) minh họa Hồng lâu mộng
- Đới Đôn Bang Đạo giáo nhân vật họa tập (戴敦邦道教人物画集) minh họa các nhân vật trong Đạo giáo
- Đới Đôn Bang tân hội toàn bản Thủy hử truyện (戴敦邦新绘全本水浒传) minh họa các nhân vật trong Thủy hử
- Trường hận ca
- Liêu Trai chí dị
- Thạch hào lại

Đới Đôn Bang cũng là tác giả của phần tạo hình nhân vật cho bộ phim truyền hình Thủy hử năm 1998 của Đài Truyền hình Trung ương Trung Quốc.